# دبابة فائقة الثقل

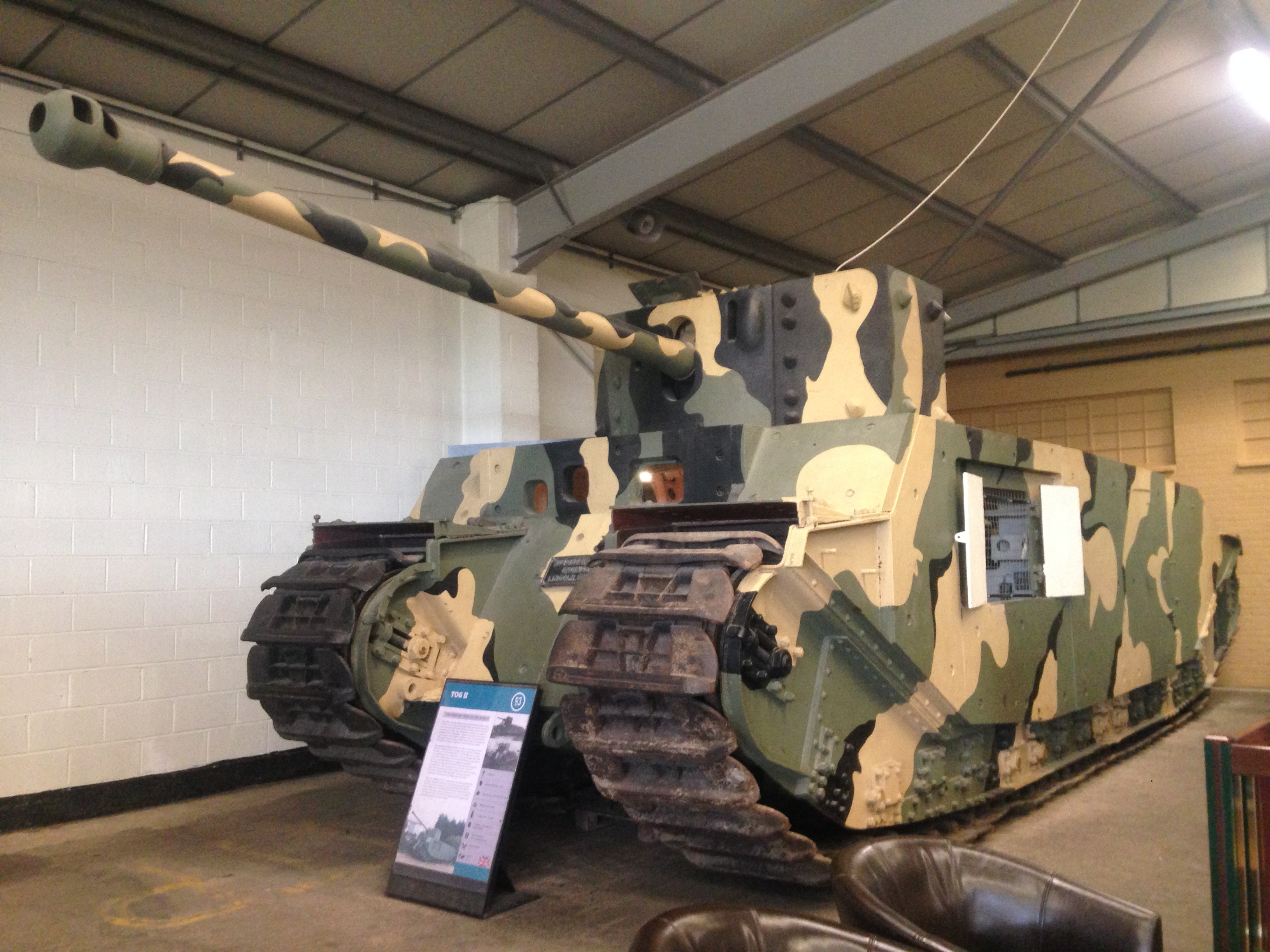
j,[2 البريطانية (80 طن) في متحف الدبابات، بوفينجتون

دبابة فائقة الثقل هي أي دبابة تتجاوز نسبة الوزن أو الحجم لدبابة ثقيلة للمركبات المعاصرة.

## التاريخ
بدأت البرامج في عدة مناسبات بهدف إنشاء وسيلة غير قابلة للتدمير لاختراق تشكيلات العدو دون خوف من تدميرها أثناء القتال في المعارك؛ ومع ذلك، لم يتم بناء سوى عدد قليل من الأمثلة، وهناك القليل من الأدلة على أن أي دبابة فائقة الثقل قد أنخرطت في معركة. صُمم أمثلة في الحرب العالمية الأولى والحرب العالمية الثانية، إلى أخرى في الحرب الباردة.

### فترة الحرب العالمية الأولى
```
صُمم أول دبابة ثقيلة للغاية أو فائقة الثقل بواسطة المهندس البحري الروسي فاسيلي منديليف الذي عمل في المشروع من 1911 إلى 1915. كان من المتصور أن يكون هذا النوع من الدبابات منيعا وغير معرضًا للخطر في جميع الظروف المعاصرة تقريبًا ولكنه بقي على الورق بسبب كلفته المرتفعة للبناء.
[
1
]
 
[
2
]
 بعد إنتاج 
الدبابات الأولى
، تم تصميم الدبابة البريطانية "Flying Elephant " كدبابة مقاومة لنيران المدفعية. نظرًا لأن حرية وسرعة التنقل كان أكثر أهمية من الحماية، فكانت الدبابات الأخف التي تم تطويرها بالفعل ناجحة وفعلت المطلوب، تم إيقاف العمل في المشروع. صممت ال
دبابة كيه-واجن
 الألمانية الثقيلة لتحمل 4 مدافع وتحتاج إلى طاقم مكون من 27 شخصًا. كان اثنان منهم تحت الإنشاء عندما انتهت الحرب وهدم الاثنان الأخران.
```

في أوائل العشرينيات من القرن الماضي، أنتج الفرنسيون دبابة شار 2سي بوزن 70 طنًا. ستشهد الدبابات العشر التي أمتلكها الفرنسيون منها قتالًا محدودًا خلال معركة فرنسا عام 1940.

### فترة الحرب العالمية الثانية
خلال الحرب العالمية الثانية، قدم جميع المقاتلين الرئيسيين في الحرب نماذج أولية لأدوار خاصة. أدولف هتلر كان مؤيدا للأسلحة «الفائزة بالحرب» ودعم مشاريع مثل الدبابة ذات وزن 188 طن ماوس، وحتى الأكبر منها التي وصلت إلى 1000 طن لاندكروزر ب. 1000 رات و 1,500 طن لاندكروزر ب. 1500 مونستر. بنى كل من البريطانيين والسوفييت تصميمات نموذجية أولية مشابهة لـ ياجتايجر، وكانت الولايات المتحدة تعمل على T95 Gun Carriage والذي تم تغييره لاحقًا إلى دبابة تي28 فائقة الثقل. ومع ذلك، فإن معظم هذه التصاميم لم تتجاوز مرحلة النموذج الأولي، ولم يكن هناك سوى بعض منها على أرض الواقع مثل نموذجين وحيدين لدبابة ماوس احدمها تم أستخدامه.

### فترة الحرب الباردة
شهدت فكرة الدبابات الثقيلة جداً تطوراً أقل بعد الحرب، ليس أقلها أن الأسلحة النووية التكتيكية ستكون دائمًا أقوى من أي دروع مجدية يمكن أن تحميها. سمحت التطورات في تكنولوجيا المدرعات للدبابات الكبيرة بالبقاء في نطاق تقريبي يصل إلى 65 طن. ومن الأمثلة على ذلك أوبجيكت 279 (الاتحاد السوفيتي) ودبابة تي30 الثقيلة (الولايات المتحدة).

### بعد الحرب الباردة
أعطت التطورات الإضافية في تكنولوجيا المدرعات دروع للدبابات في أواخر القرن العشرين ما يعادل أكثر من متر من الدروع المتجانسة المدلفنة (نوع الدروع المستخدمة من قبل، والمستخدمة الآن للمقارنة بين تصاميم الدروع المختلفة). في الوقت نفسه، سمح تطوير الأسلحة لأي خصوم متساوين بتدمير أي هدف يتم اكتشافه وتعقبه بواسطة مجموعة واسعة من أجهزة الاستشعار المختلفة المتاحة. هذا يعني أن إضافة المزيد من الدروع لن تزيد الحماية لأي درجة تذكر، وبالتالي يركز التطوير الحالي بدلاً من ذلك على مزيج من الدروع لم يتم اكتشافه من قبل العدو، ومع أنظمة تشويش وتخفي لتحييد أسلحة العدو من تحديده وأستهدافه.

## قائمة الدبابات فائقة الثقيلة
المملكة المتحدة
- دبابة توغ1 - 80 طن؛ بنيت في عام 1940 ؛ مصممة لظروف الأرض مماثلة لتلك التي شهدتها الحرب العالمية الأولى؛ نموذج واحد.
- دبابة توغ22 - 80 طن طورت من توج1؛ نموذج واحد.
- Flying Elephant - مشروع الحرب العالمية الأولى- وزنها100 طن؛ لم يبنى أي نموذج
- سلحفاة هجومية ثقيلة - 80 طن، مصممة لمهاجمة التحصينات. اكتمل 6 مركبات تجريبية.
- لم يتم تصميم أي من نماذج توج بالطريقة التي تم تصميمها بها؛ إذا تم إضافة نفس البرج الذي في التصميم، فإن وزنهم سيكون مختلفا.

فرنسا
ألمانيا النازية
- ياجتايجر - 71.7 طن. بنيت 70-88 وحدة
- بانزر السابع لوي - حوالي 95 - 100 طن؛ ألغيت لصالح ماوس.
- بانزر الثامن ماوس - 188 طن، نموذجين. تم القبض على كلاهما من قبل الجيش السوفيتي، على الرغم من أن أحدهم قد دمر جزئيًا. يمكن الآن رؤية أحد النموذجين في متحف دبابات كوبينكا.
- بانزر كامفاجن إي-100 - 140 طن؛ نموذج واحد غير مكتمل في المصنع الذي استولى عليه البريطانيون ثم ألغيت في وقت لاحق.
- بانزر التاسع
- بانزر العاشر
- لاندكروزر ب. 1000 رات - 1000 طن؛ ألغي المشروع، لا يوجد دليل أنها بنيت ابدأ.

الامبراطورية اليابانية
- سلسلة أوه-أي
  - «دبابات ثقيلة جدا» - 120 طن. يزعم أنه تم إنتاج نموذج أولي واحد في عام 1943.[3] وفقًا لمصدر آخر، تم إلغاء مشروع كيو أي قبل اكتمال النموذج الأولي الذي يبلغ وزنه 120 طن. [4]
  - «دبابة ثقيلة الترا» -

الاتحاد السوفيتي
- تي-42 100 طن مزودة بمدفع 107 مم ببرجه الرئيسي وأربعة أبراج فرعية. النماذج والرسومات المنتجة فقط ولم تصنع ع ارض الواقع.[5]
- مشروع كيه في4 - 1941. دبابة مقترحة بحجم 90 - 100 طن، مزود بمدفع عيار 107  مم ببرجه الرئيسي و 45  ملم أو 76   ملم بالبرج الثانوي؛ تم النظر في تخطيطات مختلفة، تم اختيار هيكل الدن ب107 ملم و 76 للبرج كخيار نهائي.[6] مرحلة الجدوى فقط.
- كيه في-5 - تصميم آخر دبابة فئة 100 طن من فئة كليمنت فوروشيلوف. سلحت بنفس المدفع عيار 107  ملم لبرجها الرئيسي، كيه في2، مدفعيين (واحد على البدن الأمامي للدبابة، والاخر على رأس البرج الرئيسي)؛ مدعوم من اثنين من محركات الديزل ثنائي الأسطوانات بسبب نقصالمحركات بقوة 1200 حصان وقت الحرب. توقف المشروع بسبب الحصار المفروض على لينينغراد وألغى دون أي عملية بناء نماذج.
- ملحوظة. كيه في-في إي هي مجرد دبابة خداع، وكان الأقرب إلى إسمها دبابة كيه في6، والذي لم تكن دبابة ثقيلة للغاية، والتي كانت بمثابة دبابة كيه في-1 مسلحة بقاذف لهب.

الإمبراطورية الروسية
- القيصر تانك - منصة مدفعية عملاقة ذات عجلات صممت في عام 1914 والتي تم التخلي عنها لأنها كانت ضعيفة في وجه المدفعية.
- دبابة ميندلييف - دبابة فائقة الضخامة تم تصميمها في 1911-1915، كانت تزن حوالي 173.2 طن.

الإمبراطورية الألمانية
- دبابة كيه-واجن - 120 طنًا متريًا؛ نموذجين اثنان كانا كاملا تقريبا عندما انتهت الحرب العالمية الأولى. تم تدمير كلاهما.

الولايات المتحدة الأمريكية
- دبابة تي28 فائقة الثقل - المعروف أيضًا باسم T95 GMC ، المصمم لمهاجمة التحصينات الثقيلة. 86.2 طن متري؛ نموذجان تم بنائهما مباشرة بعد الحرب العالمية الثانية؛ بكمدفعية ذاتية الدفع. تشبه إلى حد بعيد السلحفاة البريطانية إي 39.

### قائمة المراجع
- Estes، Kenneth (2014). Super-heavy Tanks of World War II. Osprey. ISBN:978-1782003830.  Estes، Kenneth (2014). Super-heavy Tanks of World War II. Osprey. ISBN:978-1782003830.  Estes، Kenneth (2014). Super-heavy Tanks of World War II. Osprey. ISBN:978-1782003830.
- Zaloga، Steven J. James Grandsen (1984). الدبابات السوفيتية والمركبات القتالية للحرب العالمية الثانية ، لندن: مطابع الأسلحة والدروع. (ردمك 0-85368-606-8) ISBN   0-85368-606-8 .